# Абісальна рівнина

Діаграма розрізу океанічних товщ вод

Океанічні області

Абісальна рівнина  (рос. абиссальная равнина, англ. abyssal plain, нім. Abyssalebene f) — тип глибоководних рівнин, приурочених до улоговин ложа океану та западин крайових морів перехідної зони. За морфологічними абісальні рівнини розділяються на плоскі (субгоризонтальні) і горбисті. Останні особливо характерні для Тихого та Індійського океанів.
Абісальні рівнини займають ~ 40 % площі ложа океанів і лежать на глибинах 2500-5500 метрів. Вони розташовані між шельфом континенту і серединно-океанічним хребтом.

## Типи зчленування континентів з абісальними рівнинами
Абісальні рівнини зазвичай розташовуються у підніжжя континентальних схилів, при цьому існує три провідних типи зчленування континентів з абісальними рівнинами:
- Пасивні окраїни континентів, в яких шельф має в підмурівку континентальну кору, в межах континентального схилу розвинена кора перехідна від континентальної до океанічної і в зоні підніжжя перехідна кора заміщається звичайною океанічною. Такий тип переходу характерний для Атлантичного океану, для заходу, півдня та південно-сходу Індійського океану і для Північного Льодовитого океану.
- Зчленування через поперечний трансформаційний розлом. Таке зчленування подібно на пасивні околиці, але відрізняється вузькістю і крутим континентальним схилом, приуроченим до розломів. Прикладами такого типу є північна окраїна Гвінейської затоки і південна околиця Ньюфаундленду в Атлантичному океані, крайній південний ділянку африканської околиці Індійського океану
- Зони субдукції, на яких зчленування відбувається через океанічні глибоководні жолоби, звичайно через пологі крайові вали. Такий тип зчленування приурочений до зон субдукції, обмежуючих майже з усіх сторін, крім південної, Тихий океан, східну частину Індійського океану (Зондський жолоб) і окремі околиці Атлантичного океану (у Антильської та Південно-Сандвичевої острівних дуг).

## Типи рельєфу абісальних рівнин
Морфологічно абісальні рівнини поділяються на два типи — плоскі (субгорізонтальні) і горбистим. Рельєф базальтового ложа обох типів рівнин згладжені осадовим чохлом, потужність якого коливається від 5000 до менше ніж 1000 м. Плоский рельєф порушується абісальними пагорбами — округлим або еліптичними в плані утвореннями до 1000 м висотою, орієнтованими паралельно серединно-океанічним хребтам, які виникли при спредингу і вулканічними горами і гайотами.
- Пласкі абісальні рівнини приурочені до окраїнних частин океанічних улоговин або до центральних частин улоговин крайових морів і найпоширеніші в Атлантичному океані, менш типові для Індійського і Тихого океанів; такі рівнини є найбільш плоскими областями рельєфу Землі: схили дна складають менше 0,001. Така вирівняність зумовлена сприятливими умовами для накопичення осадів у пасивних континентальних околиць.
- Горбисті абісальні рівнини типовіші для океанів з зонами субдукції: у цьому випадку глибоководні жолоби околиць відіграють роль пасток для осадового матеріалу, виносячи з континентів. Горбисті абісальні рівнини найпоширеніші в Тихому та Індійському океанах і менш типові для Атлантичного океану.

Неоднорідність рельєфу базальтового ложа абісальних рівнин залежить від швидкості спредингу (ступінь згладженості пропорційна швидкості спредингу), але ступінь згладженості дна, утвореного осадовим чохлом, пропорційна швидкості накопичення опадів — що і призводить до того, що в Атлантиці зі средньошвидкісним спредингом, але при відсутності зон субдукції у континентальних околиць переважають плоскі абісальні рівнини, а в тихоокеанському басейні навіть у випадку швидкоспредингового Східно-Тихоокеанського підняття за рахунок уловлювання осадів жолобами у зон субдукції переважають горбисті абісальні рівнини.

## Осадонакопичення абісальних рівнин
На абісальних рівнинах, розташованих поблизу пасивних континентальних околиць осадконакопичення відбувається головним чином за рахунок мулистих потоків, що приносять уламки гірських порід, зруйнованих ерозією континентів і формують турбідітові відкладення.
У відносно малоглубинних частинах абісальних рівнин в осадах переважають карбонати, що відкладаються безпосередньо з води і з раковин загиблих морських організмів.
Осадонакопичення в глибоководних частинах абісальних рівнин визначається двома важливими чинниками:
- Абісальні рівнини, в більшості випадків, значно віддалені від континентів й інших джерел зносу, тому осади що утворюються в результаті ерозії континентів відсутні на абісальних рівнинах;
- Абісальні рівнини розташовані на великій глибині, часто більше рівня карбонатної компенсації — глибини нижче якої кальцит розчиняється, тому на них не відбувається осадження карбонатів і раковини морських організмів занурюючись з верхніх шарів океану так само повністю розчиняються.

Внаслідок цих двох причин на абісальних рівнинах накопичуються досить характерні осади — океанічні червоні глини. Швидкість їх накопичення дуже низька — кілька сантиметрів на тисячоліття.
Крім глин на абісальних рівнинах відбувається накопичення залізо-марганцевих конкрецій, що складаються з гідроксидів марганцю і заліза. У мінеральному складі конкрецій домінують гідроксиди марганцю — тодорокіт, бернесит, бузерит, асболан і заліза — вернадит, гематит, фероксигіт. На вершинах гайотів і схилів підводних гір, накопичення мінералів марганцю і заліза протікає у формі рудних кірок.